# Ольховка (Александро-Невский район)
Ольховка — деревня в Александро-Невском районе Рязанской области России. Входит в состав Благовского сельского поселения.

## География
Деревня находится в южной части Рязанской области, в лесостепной зоне, в пределах Окско-Донской равнины, на берегу ручья Ольховка (приток реки Хупты), при автодороге 61Н-339, на расстоянии примерно 1 км (по прямой) к юго-востоку от посёлка городского типа Александро-Невский, административного центра района. Абсолютная высота — 147 метров над уровнем моря.
Климат
Климат характеризуется как умеренно континентальный, с тёплым летом и умеренно холодной зимой. Среднегодовая температура воздуха — +3,8 — +4 °C. Средняя температура воздуха самого холодного месяца (января) — −11 °C (абсолютный минимум — −44 °C); самого тёплого месяца (июля) — +17,3 °C (абсолютный максимум — +39 °C). Безморозный период длится 145 дней. Среднегодовое количество осадков — 450—620 мм, из которых большая часть выпадает в тёплый период. Снежный покров держится в течение 125 дней.
Часовой пояс
Деревня Ольховка, как и вся Рязанская область, находится в часовой зоне МСК (московское время). Смещение применяемого времени относительно UTC составляет +3:00.

## Население
| 2010 | 2023 |
| ---- | ---- |
| 157  | ↘156 |

Национальный состав
Согласно результатам переписи 2002 года, в национальной структуре населения русские составляли 98 % из 165 чел.